# (2952) Лилипутия
(2952) Лилипутия (лат. Lilliputia) — типичный астероид главного пояса, открыт 22 сентября 1979 года советским астрономом Николаем Черных в Крымской астрофизической обсерватории и 8 ноября 1984 года назван в честь страны Лилипутии из романа «Путешествия Гулливера».

## Обнаружение и именование
(2952) Лилипутия
Открыт 22 сентября 1979 года в Научном Н. С. Черных.
Названная в честь страны крошечных людей в «Путешествиях Гулливера», эта малая планета является одной из самых маленьких, обнаруженных обсерваторией.
Оригинальный текст (англ.)2952 Lilliputia
Discovered 1979-09-22 by Chernykh, N. at Nauchnyj.
Named for the land of tiny people in «Gulliverʹs Travels», this minor planet is one of the smallest discovered at this Observatory.
Источники: DISCOVERY.DB; M.P.C. 9216.

## Орбита

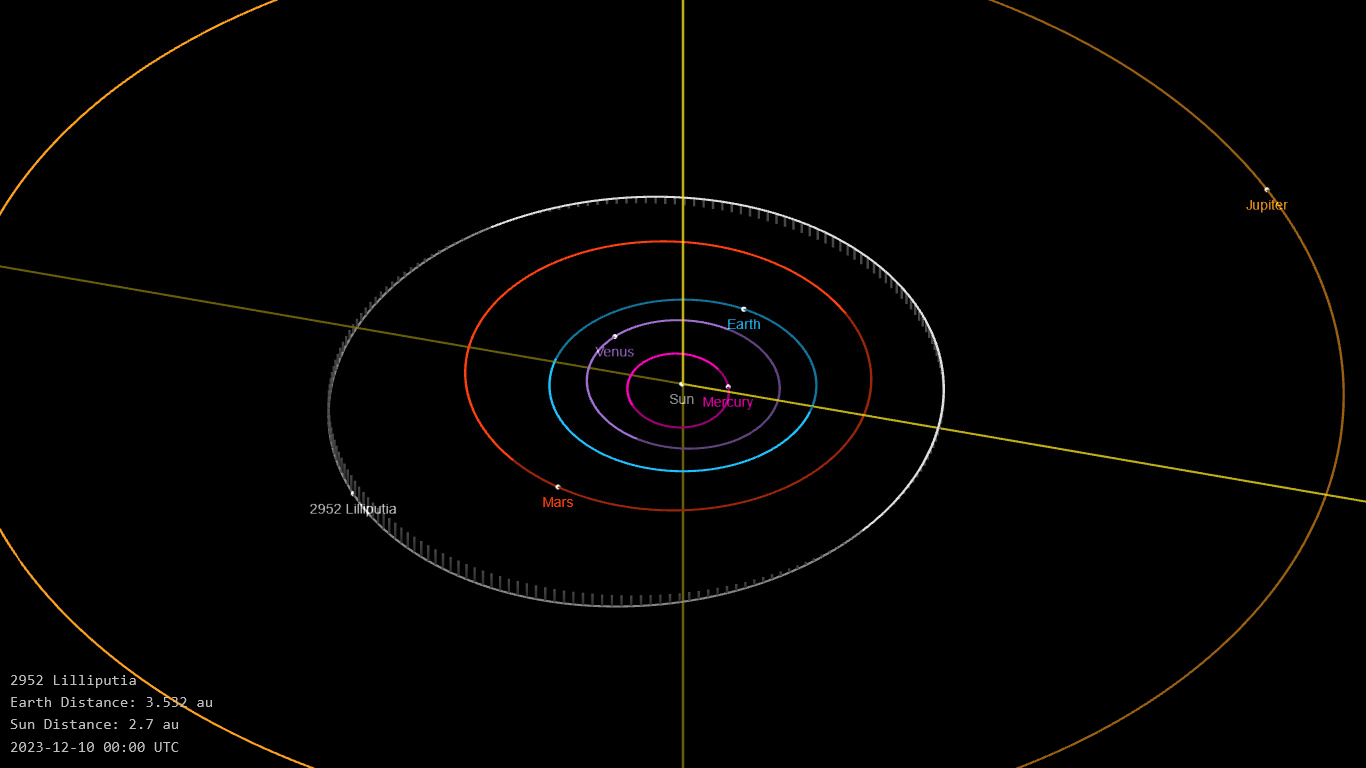
Орбита астероида Лилипутия и его положение в Солнечной системе

## Физические характеристики
Из результатов второго этапа спектроскопической съёмки малых астероидов главного пояса (Small Main-belt Asteroid Spectroscopic Survey, SMASSII) следует, что астероид относится к таксономическому классу Cb, а из наблюдений телескопа VISTA — к классу U.
По результатам наблюдений в видимом и ближнем инфракрасном диапазоне космического телескопа NEOWISE диаметр астероида сначала оценивался равным 6,34±1,66 км, позже — 6,01±1,88 км, 6,341±1,660 км, 5,67±1,68 км и 6,37±1,94 км. Согласно тем же источникам альбедо оценивается как 0,08±0,06, 0,09±0,10, 0,085±0,060, 0,076±0,063 и 0,071±0,060.